# Discovery Institute
Le Discovery Institute est un think tank de la droite chrétienne conservatrice aux États-Unis. Il constitue l'une de principales organisations faisant la promotion du concept néo-créationniste de dessein intelligent (intelligent design).

## Histoire
Le Discovery Institute est fondé en 1991 à Seattle par des scientifiques chrétiens et non-croyants,.

## «Stratégie du coin» et critiques
Le Discovery Institute a clairement défini les objectifs du dessein intelligent et de sa propre démarche dans un document à usage interne dénommé « Wedge Document ». 
Des fuites permettent finalement sa diffusion sur le web en 1999, exposant au grand public des objectifs clairement politiques et symptomatiques d'un fondamentalisme religieux. 
Cette publication a porté un coup majeur à ses promoteurs qui, faute de pouvoir nier l'existence du document, en ont proposé une relecture édulcorée. Dans un article intitulé « Le “document Wedge” : et alors ? » (« The “Wedge Document”: So What? »), le Discovery Institute se défend entre autres de vouloir l'établissement d'une théocratie.

## Autres publications
- A Scientific Dissent from Darwinism (Une dissidence scientifique contre le darwinisme), publiée en 2001.